# Union syndicale de l'Intérim CGT
L'Union syndicale de l'Intérim (USI-CGT) rassemble les salariés du secteur de l'intérim syndiqués à la confédération générale du travail.

## Historique
Le Syndicat national des salariés des entreprises du travail temporaire est créé le 3 octobre 1968. Il signe le premier accord du secteur, avec l'entreprise Manpower le 9 octobre 1969. Pendant les années 1970 et 1980, il s'implique pour la reconnaissance des droits syndicaux des salariés du secteur et la rédaction d'une convention collective. En octobre 2003, avec la multiplication de ses structures, le syndicat devient Union syndicale de l'Intérim.